# 李天秀
李天秀（韓語：이천수，1981年7月9日—），韓國足球運動員，生於仁川市。
李天秀曾是韓國國家足球隊中一個主力球員，參加的主要賽事有2002年世界盃足球賽、2004年奧運會足球賽及2006年世界盃足球賽。2002年世界盃後，李天秀加盟西班牙球會皇家蘇斯達，成為首位參與西班牙甲組足球聯賽的韓國球員，但表現未如理想，一季後被外借到西班牙球會紐文西亞，其後返回韓國其母會蔚山現代效力，並協助球會取得2005年聯賽冠軍。李天秀則在2005年12月28日取得K-League最有價值球員獎項。2007年8月，李天秀再次出國，加盟荷蘭甲組聯賽球會飛燕諾。
2002年世界盃決賽中，李天秀在韓國對意大利的十六强賽中，用腳猛踢意大利隊長馬甸尼頭部，但球證卻未給予任何處罰。
2006年世界盃決賽中，李天秀在韓國對多哥的分組賽中為韓國射入球隊當屆首個入球，為自由球。這場分組賽韓國以2-1勝出。
李天秀因场上脾气粗暴、多次拒参加训练被K联赛多遗弃，2009年只能投奔沙烏地阿拉伯纳赛尔，但由于李天秀在沙烏地阿拉伯状态不佳被俱乐部弃用，2010年8月加盟J联赛大宫松鼠队。2015年11月6日宣布引退。现在為JTBC運動頻道足球解說員。

## 榮譽
蔚山現代
- K League 1: 2005
- A3 Champions Cup: 2006
- 韓國超級杯: 2006
- 韓國聯賽杯: 2007

飛燕諾
- 荷蘭盃 : 2007–08